# Червона Калина (видавництво)
«Червона Калина» — видавничий кооператив (кооператива), заснований у 1921 році у Львові, колишніми вояками УСС та УГА з метою збирати й видавати матеріали, документи, спогади з українських визвольних змагань та періоду української державності.
Надзірну Раду видавництва очолював Степан Шухевич, головним директором був Осип Навроцький, члени управи: Михайло Матчак, П. Постолюк, Іван Тиктор, Лев Лепкий. Число членів видавництва 1921 — 103, 1939 — понад 1 000.
«Червона Калина» видавала щорічні «Історичні Календарі-Альманахи Червоної Калини» (1921 — 1939 — 18; ред. Л. Лепкий і О. Навроцький, а 1937 Іван Іванець) і місячний журнал «Літопис Червоної Калини» (1929 — 1939), присвячений дослідженню української воєнної історії, переважно 1914 — 1921 pp. з цінною бібліографією.
Окрему групу становили матеріали з історії княжих і козацьких часів (автори: Микола Андрусяк, Марко Антонович, Микола Голубець, Теофіль Коструба, Іван Крип'якевич, Ігор Лоський, Володимир Січинський та ін.).
За 18 років «Червона Калина» видала близько 80 книг, у тому числі й белетристичні твори з воєнною тематикою, серед інших О. Бабія («Гуцульський курінь»), А. Вільшенка («Життя й пригоди Цяпки Скоропада»), Ф. Дудка (трилогія «В заграві»), Романа Купчинського (трилогія «Заметіль»), М. Брилинського, Богдана Лепкого, В. Софронова-Левицького, В. Лопушанського, М. Матієва-Мельника, Юрія Шкрумеляка; романізовані біографії І. Борщака («Мазепа», «Григор Орлик», «Наполеон і Україна») та інші.
«Червона Калина» видавала також багато спогадів: Миколи Ґалаґана, Всеволода Петріва, Степан Шухевича, Дмитра Дорошенка, Костя Левицького («Великий зрив»), Ганса Коха («Договір з Денікіном»), Івана Максимчука, Євгена Чикаленка, Віталія Юрченка («Шляхами на Соловки», «Пекло на землі»), А. Крезуба («Партизани»), Олени Степанів («Напередодні великих подій») та ін.;
Монографії — «Берестейський мир» і «Золоті Ворота» (ред. обидвох Іван Кедрин-Рудницький), «Історія Легіону УСС 1914 — 1918» Осипа Думіна і його (під псевд. А. Крезуб) «Нарис історії україно-польської війни», «Листопадові дні 1918 р.» О. Кузьми та ін.;
Добре документовані з багатим фотоматеріалом альбоми «Українські Січові Стрільці 1914 — 1920» (ред. Богдан Гнатевич), і «Пам'яті Вождя» (присвячений генералові Мирону Тарнавському; ред. Володимир Ласовський).
З музичної творчості українського вояцтва вийшли у с-ві співаник «Сурма» і «Великий Співанник Червоної Калини» (ред. З. Лисько).
Видання «Червоної Калини» мали велике значення для закріплення традицій української визвольної боротьби та державницьких ідеалів серед української громадськості.
Видавництво «Червона Калина» ліквідоване з приходом більшовиків 1939, відновлене заходами П. Постолюка в Нью-Йорку (1949).
За нью-йоркського періоду у видавництві «Ч. К.» вийшли:
- «Третя Залізна Дивізія» О. Удовиченка,
- «Батерія смерти» Володимира Ґалана,
- Перевидано «Галичина у pp. 1918 — 1920» Михайла Лозинського,
- «Листопадові дні» Олексія Кузьми,
- «Григор Орлик» І. Борщака,
- «Скоропад» Р. Купчинського,
- «Альбом УСС» та ін.